# Sadok Korbi
Sadok Korbi, né le 19 mars 1956 à Khniss (gouvernorat de Monastir), est un homme politique tunisien.

## Biographie
Il obtient un doctorat en médecine en 1984, ainsi qu'un certificat d'anatomopathologie en 1986, mais aussi un diplôme dans cette même spécialité en Suisse. En 1991, il devient professeur agrégé hospitalo-universitaire, avant de devenir professeur hospitalo-universitaire en 1996.
De 1993 à 1999, il est chef du département des sciences fondamentales à la faculté de médecine Ibn El Jazzar de Sousse. Le 5 septembre 2002, il est nommé secrétaire d'État auprès du ministre de l'Enseignement supérieur, de la Recherche scientifique et de la Technologie, avant de devenir, le 10 novembre 2004, ministre de la Recherche scientifique, de la Technologie et du Développement des compétences.
Il est ensuite nommé ministre de l'Éducation et de la Formation le 17 août 2005, en remplacement de Mohamed Raouf Najar. Il quitte le gouvernement le 29 août 2008 lorsque Hatem Ben Salem récupère ce portefeuille.
Il a également été ambassadeur de Tunisie au Maroc.
Sadok Korbi est commandeur de l'Ordre national du mérite au titre du secteur de l'éducation et de la science et chevalier de l'Ordre de la République.
Il est marié et père de quatre enfants.